# Camosun College
El Camosun College es una facultad pública y comunitaria localizada en Región del Gran Victoria, en la Columbia Británica, Canadá.

## Historia
El "Camosun College" matriculó a sus primeros estudiantes en septiembre de 1971 cuando se inauguró como una institución de dos años ofreciendo cursos de transferencia universitaria, de formación profesional y la actualización a los residentes del sur de la isla de Vancouver.
Sin embargo las raíces de la universidad comenzaron en 1914, cuando el "Young Building" Edificio Nuevo fue construido como la primera Escuela Normal de Victoria, en parte de una parcela de 7,5 hectáreas que pertenece a la Compañía de la Bahía de Hudson, que ahora forma parte del Campus de Lansdowne. El número de alumnos inscritos de la escuela en el momento estaba en 275.
Durante la Segunda Guerra Mundial, el "Young Building" Edificio Nuevo se convirtió en un hospital militar. En 1946, el edificio fue devuelto a su función original como una institución educativa compartida entre la Escuela Normal y la Victoria College, que se unieron en 1955.
En 1967, la Escuela Normal y la universidad de Victoria se trasladaron a la sede del "Gordon Head Campus" de la Universidad de Victoria y el Instituto de Estudios para adultos fue establecido por el "Greater Victoria School Board" (Consejo Escolar de la Gran Victoria). El Instituto de Estudios para adultos se encuentra en lo que es actualmente el "edificio Ewing", y fue el primer centro en Canadá en ofrecer cursos diurnos para adultos que deseen obtener la graduación de la escuela secundaria.
Desde la creación del Instituto, creció el interés local en un colegio de la comunidad. El 9 de octubre de 1970, los residentes de Victoria votaron a favor de la creación de la Escuela, y siguieron los planes para la creación del "Juan de Fuca College". El gobierno provincial aprobó formalmente la universidad el 27 de octubre de 1970.
En 1971 los consejeros universitarios votaron por un cambio de nombre, y fue elegido "Camosun" (pronunciado Cam-O-sun), ya que era un nombre antiguo para designar a Victoria. Es originalmente un nombre Lkwungen (Songhee) para un área de Victoria, donde las aguas se transforman y se encuentran diferentes. En septiembre de 1971 se dieron los pasos finales hacia la realización de un colegio cuando Camosun (Lansdowne campus) y la Escuela Vocacional de la Columbia Británica (campus interurbano) se fusionaron para convertirse en el noveno colegio comunitario de la Columbia Británica.
La marca con las palabras `Camosun College` fue presentada ante la Oficina Canadiense de Propiedad Intelectual base de datos canadiense de marcas registradas en 2008-02-22.

### Áreas de Estudio
- Mejoramiento Académico
- Artes
- Empresariales
- Informática e Ingeniería
- Educación Continuada
- Empleo, Formación y Preparación
- Inglés como Segundo Idioma
- Salud y Servicios Humanos
- Indígenas
- Ciencia y Tecnología
- Deporte y Ejercicio
- Oficios y aprendizajes